# Андрюки (станиця)
Андрюки — станиця в Мостовському районі Краснодарського краю, центр Андрюківського сільського поселення.
Станиця розташована на правому березі річки Мала Лаба, при впадінні у неї правої притоки Андрюк, навпроти селища міського типу Псебай, у гірсько-лісовій зоні краю.
На кшталт Тамані і Виселок, Андрюки — одна з небагатьох станиць краю, сучасна офіційна назва не закінчується на -ская, а збігається з розмовної формою.

## Історія
Станиця заснована в 1861 році під назвою Андрюківська (у деяких документах Андрюкська), входила у Майкопський відділ Кубанської області.
1882 року за станицею Майкопського повіту Кубанської області було закріплено 17890 десятин землі, налічувалось 121 дворове господарство та 131 будинок, у яких мешкало 976 осіб (496 чоловічої статі та 480 — жіночої), існували православна церква, школа для хлопчиків, 2 лавки, питний заклад, 5 млинів.
За переписом 1897 року кількість мешканців зросла до 1532 осіб (801 чоловічої статі та 731 — жіночої), з яких 1524 — православної віри.